# Olga Yevkova
Olga Vladimirovna Yevkova (en russe : Ольга Владимировна Евкова), née le 15 juillet 1965 à Moscou, en RSFS de Russie, est une ancienne joueuse russe de basket-ball. Elle évolue au poste d'ailière.